# Barry Fitzgerald
Barry Fitzgerald, właśc. William Joseph Shields (ur. 10 marca 1888 w Dublinie, zm. 14 stycznia 1961 tamże) – irlandzki aktor, laureat nagrody Akademii Filmowej w 1944 roku za rolę drugoplanową w filmie Idąc moją drogą.

## Filmografia
- Juno and the Paycock (1930) jako Orator
- Ebb Tide (1937) jako Huish
- Patrol o świcie (The Dawn Patrol, 1938) jako Bott
- Maria Antonina (Marie Antoinette, 1938) jako Peddler
- Drapieżne maleństwo (Bringing Up Baby, 1938) jako pan Gogarty
- Four Men and a Prayer (1938) jako Trooper Mulcahay
- Full Confession (1939) jako Michael O’Keefe
- The Saint Strikes Back (1939) jako Zipper Dysan
- The Long Voyage Home (1940) jako Cocky
- Wilk morski (The Sea Wolf, 1941) jako Cooky
- Skarb Tarzana (Tarzan's Secret Treasure, 1941) jako O’Doul
- Zielona dolina (How Green Was My Valley, 1941) jako Cyfartha
- Dwa bilety do Londynu (Two Tickets to London, 1943) jako kapitan McCardle
- I Love a Soldier (1944) jako Murphy
- Nic oprócz samotnego serca (None But the Lonely Heart, 1944) jako Henry Twite
- Idąc moją drogą (Going My Way, 1944) jako ojciec Fitzgibbon
- A potem nie było już nikogo (And then there were none, 1945) jako sędzia Francis J. Quinncannon
- Incendiary Blonde (1945) jako Michael 'Mike' Guinan
- The Stork Club (1945) jako Jerry B.Bates
- Two Years Before the Mast (1946) jako Dooley
- California (1946) jako Michael Fabian
- Easy Come, Easy Go (1947) jako Martin L. Donovan
- Welcome Stranger (1947) jako doktor Joseph McRory
- Variety Girl (1947) jako on sam
- Nagie miasto (The Naked City, 1948) jako por. Dan Muldoon
- The Sainted Sisters (1948) jako Robbie McCleary
- Miss Tatlocks Millions (1948) jako Denno Noonan
- The Story of Seabiscuit (1949) jako Shawn O’Hara, trener Seabiscuita
- Top o’ the Morning (1949) jako sierżant Briany McNaughton
- Union Station (1950) jako inspektor Donnelly
- Silver City (1951) jako R.R. Jarboe
- Spokojny człowiek (The Quiet Man, 1952) jako Michaleen Flynn
- Happy Ever After (1954) jako Thady O'Heggarty
- The Catered Affair (1956) jako wujek Jack Conlon

## Nagrody
- Nagroda Akademii Filmowej Najlepszy aktor drugoplanowy: 1945: Idąc moją drogą
- Złoty Glob Najlepszy aktor drugoplanowy: 1945: Idąc moją drogą